# Mario Fucini
Mario Fucini (Empoli, 1891. február 1. – Róma, 1977. szeptember 1.) olasz ászpilóta, aki az első világháború során mérnökként, majd katonai pilótaként tevékenykedett. Pilótaként igen sikeresnek mondható volt, hiszen 7 igazolt légi győzelmet szerzett.

## Élete
Fucini 1891-ben született egy Empoli nevű városban.

### Katonai szolgálata
Fucini a források szerint már Olaszország hadba lépése előtt katona volt, pontosabban hadmérnök. Egy évet szolgált a háborúban mint hadmérnök, majd 1916. március 13-án helyezték a légierőhöz, de nem ismert, hogy pontosan melyik századhoz. Első légi győzelmét 1917. november 13-án szerezte meg egy kétüléses gép (Two-Seater) ellenében. 1917. december 26-án és 1918. január 28-án újabb két légi győzelmet aratott. Sikerei miatt a Squadriglia 76-ból a legendásSquadriglia 78 repülőszázadba helyezték át. 1918 májusában szerezte meg negyedik légi győzelmét, de a gép típusa és a győzelem helye nem maradt fenn az utókor számára. 1918. június 16-án két légi győzelmet is szerzett, mindkettőt osztrák-magyar Hansa-Brandenburg C.I típusú vadászgépek ellenében. Utolsó első világháborús légi győzelmét 1918. október 27-én szerezte meg, egy Pfalz D.III-al szemben.
Az első világháborút követő években több kisebb-nagyobb katonai konfliktus is lezajlott Európában, Fucini pedig (nem tudni pontosan melyikben vett részt) szolgálatot teljesített egyikben, és 7 légi győzelmet szerzett. Összesítve tehát 13 légi győzelmet szerzett.

### Légi győzelmei
| Sorszám | Dátum              | Egység | Ellenfél              | Megjegyzés                  |
| ------- | ------------------ | ------ | --------------------- | --------------------------- |
| 1       | 1917. november 13. | 76ª    | Two-Seater            | -                           |
| 2       | 1917. december 26. | 76ª    | DFW C.V               | -                           |
| 3       | 1918. január 28.   | 76ª    | Two-Seater            | -                           |
| 4       | 1918. május 17.    | 78ª    | Ismeretlen            | -                           |
| 5       | 1918. június 16.   | 78ª    | Hansa-Brandenburg C.I | Antonio Riva-val megosztva. |
| 6       | 1918. június 16.   | 78ª    | Hansa-Brandenburg C.I | -                           |
| 7       | 1918. október 27.  | 78ª    | Pfalz D.III           | -                           |